# Sminthurides cruciatus
Sminthurides cruciatus is een springstaartensoort uit de familie van de Sminthurididae. De wetenschappelijke naam van de soort is voor het eerst geldig gepubliceerd in 1905 door Axelson.